# Elisabeth Micheler-Jones
Elisabeth Micheler-Jones (Augsburgo, Baviera, 30 de abril de 1966) é uma canoísta de slalom alemã na modalidade de canoagem.

## Carreira
Foi vencedora da medalha de Ouro em slalom K-1 em Barcelona 1992.